# 中京大学硬式野球部
中京大学硬式野球部（ちゅうきょうだいがくこうしきやきゅうぶ、英: Chukyo University Baseball Club）は、愛知大学野球連盟に所属する大学野球チーム。中京大学の学生によって構成されている。愛知大学リーグ戦で通算43回の優勝実績があり、愛知学院大学の47回に次ぐ2位の記録となっている（2024年春季リーグ戦終了時点）。

## 創部
1954年（昭和29年）、中京短期大学で準硬式野球部として発足。
1956年（昭和31年）4月、中京大学となり準硬式野球部から硬式野球部として分離独立。同年秋、愛知大学野球連盟2部加盟。初代部長・瀧正男、監督・梅村行雄、主将・村上八郎、主務・山本正治(旧姓金沢)。主力は投手・紀藤、榊原(兼外野手)、捕手・杉浦、宇野(兼一塁)、内野手・柳川、梶浦、松原、外野手・村上、武田ら。同年秋の入れ替え戦で南山大学を下し1部昇格（主に中京大学体育会誌より）。
1970年前後にかけて、榎本直樹、上西博昭、宮本四郎ら各年代の投手陣を擁して全国大会で活躍した。

## 歴史
- 1954年（昭和29年）　中京短期大学準硬式野球部として創部。
- 1956年（昭和31年）　新制大学の中京大学に改組後、準硬式野球部から硬式野球部として分離独立し、愛知大学野球連盟に加盟。
- 1959年（昭和34年）　全日本大学野球選手権大会（第8回大会）に初出場し準決勝で関西学院大に1-2で敗退。以降、1964年（昭和39年）の第13回大会まで6年連続で準決勝進出。
- 1961年（昭和36年）　第15回日本学生野球協会結成記念野球大会大学の部 準決勝進出。
- 1963年（昭和38年）　第12回全日本大学野球選手権大会初戦2回戦で立命館大を10-0（5回コールド）で下し、準決勝で駒沢大に0-5で敗退。
- 1965年（昭和40年）　第14回全日本大学野球選手権大会1回戦で3年里見忠志投手や4年長池徳二ら擁する法政大を4-3で下し、2回戦（準々決勝）で選手権初出場の東海大に2-7で敗退。
- 1969年（昭和44年）　第18回全日本大学野球選手権大会2回戦（準々決勝）で、久保田美郎と1年山口高志両投手らを擁する関西大に5-6（7回日没コールド）で敗れる。
- 1970年（昭和45年）
1970年春季、エースの4年榎本直樹と3年大島忠一のバッテリーを擁して、新制大学としては初となる全日本大学野球選手権大会（第19回）で初優勝を遂げる。準決勝で関東学院大を1-0（延長12回）で破り、決勝戦で2年生エース山口高志擁する関西大を5-1で下した（ただし、日程上決勝当日30分前に準決勝の対法政大戦で延長20回を投げ抜いたため決勝戦で山口は登板しなかった）。ここまでの優勝校は全て旧制大学のみ（第二次世界大戦後の設立である東海大も前年1969年に初優勝を飾っているが、制度上は旧制大学になる）。新制大学による初優勝は、当時のマスメディアでも大きく取り上げられた。
1970年秋季、第1回明治神宮野球大会決勝戦で、3年川端理史投手擁する東海大に敗れ準優勝。
- 1971年（昭和46年）
1971年春季、第20回全日本大学野球選手権大会準決勝で、優勝した4年山本和行投手擁する亜細亜大に2-8で敗退。また同選手権で、2年生田啓一が一大会最多本塁打3本の大会記録（当時）を樹立する[1]。
- 1972年（昭和47年）　
1972年春季、第21回全日本大学野球選手権大会準決勝で、優勝した4年山口高志投手擁する関西大に0-4で敗退。
1972年秋季、第3回明治神宮野球大会1回戦で、優勝した山口擁する関西大に1-2xのサヨナラ負けを喫する。
- 1976年（昭和51年）　第25回全日本大学野球選手権大会2回戦で、敗者復活戦から優勝した3年遠藤一彦投手擁する東海大に3-4で敗退。
- 1982年（昭和57年）　第31回全日本大学野球選手権大会準決勝で、3年仁村徹投手擁する東洋大に1-4で敗退。
- 2005年（平成17年）　中京商業高出身で元中日ドラゴンズの中山俊丈がコーチに就任（2016年逝去）。
- 2022年（令和4年）　元読売ジャイアンツの平松一宏が投手コーチに就任。
- 2023年（令和5年）　名城大出身で元中日ドラゴンズの蔵本英智がテクニカルアドバイザーに就任。
- 2024年（令和6年）　春季リーグ戦で43回目の優勝。続く第73回全日本大学野球選手権大会準々決勝で優勝した青山学院大に3-6で敗退。

## 本拠地
愛知県豊田市貝津町床立101

## 記録
※ 2024年春季リーグ戦終了時点
- リーグ優勝43回
- 全日本大学野球選手権大会 優勝1回
- 明治神宮野球大会 準優勝1回

## 出身者
- 柳川福三 - 元プロ野球選手
- 小川敏明 - 元プロ野球選手　※中退
- 栽弘義 - 元高校野球指導者
- 木俣達彦 - 元プロ野球選手　※中退
- 阿部憲一 - 元プロ野球選手
- 榎本直樹 - 元プロ野球選手
- 大島忠一 - 元プロ野球選手
- 生田啓一 - 元プロ野球選手
- 上西博昭 - プロゴルファー
- 林俊典 - 元プロ野球選手
- 宮本四郎 - 元プロ野球選手
- 高橋俊春 - 元プロ野球選手
- 永田裕治 - 高校野球指導者
- 竹本修 - 元プロ野球選手、高校野球指導者
- 田中雅浩 - 元プロ野球選手
- 早瀬方禧 - 元プロ野球選手
- 高橋源一郎 - 高校野球指導者
- 深田拓也 - 元プロ野球選手
- 深町亮介 - 元プロ野球選手
- 武藤好貴 - 元プロ野球選手
- 山本一輝 - プロ野球選手
- 伊藤稜 - プロ野球選手
- 澤井廉 - プロ野球選手
- 三浦大輝 - プロ野球選手